# Le Mur du secret

Le Mur du secrets (Wall of Secrets ; Le Mur des secrets au Québec) est un téléfilm canado-américain réalisé par François Gingras, diffusé en 2003.

## Fiche technique
- Scénario : Ronnie Christensen
- Durée : 105 min
- Pays :  Canada,  États-Unis

## Distribution
- Nicole Eggert : Paige Emerson
- Dean McDermott : Mark Emerson
- Bruce Gray : Milton
- Stephen McHattie : Hugh
- Conrad Pla (en) : Diego
- Matthew Boylan : Scott
- Sarah Allen (en) : Carrie
- Mary Morter : Irene
- Steve Adams : Detective
- Susan Glover : Amelie Martell
- John Dunn-Hill : Cabbie #1
- Sam Stone : Cabbie #3
- Julian Casey : Junior Partner
- Claudia Besso : Junior Partner's Wife
- Sophie Gendron : Wife #2
- John Topor : Police Officer #1
- Mariah Inger : Police Officer #2
- Noël Burton : Mansfield
- Jennifer Marcil : Wife #1
- Jacques Bassal : Cabbie #2
- George Maniatopoulos : Construction Worker
- Alex Frigon : Bruce Martell
- Anne Nahabedian : Bruce's Girlfriend